# Klemen Štrajhar
Klemen Štrajhar (ur. 20 sierpnia 1994) – słoweński łucznik, wicemistrz Europy. 
Startuje w konkurencji łuków klasycznych. Srebrny medalista mistrzostw Europy w 2012 roku w konkurencji indywidualnej.